# Lohardaga
Lohardaga ist eine Stadt im indischen Bundesstaat Jharkhand.
Die Stadt ist Hauptort des gleichnamigen Distrikt Lohardaga. Lohardaga wird als ein Nagar Parishad verwaltet. Die Stadt ist in 22 Wards gegliedert.

## Demografie
Die Einwohnerzahl der Stadt liegt laut der Volkszählung von 2011 bei 57.411. Lohardaga hat ein Geschlechterverhältnis von 954 Frauen pro 1000 Männer und damit einen für Indien üblichen Männerüberschuss. Die Alphabetisierungsrate lag bei 85,4 % im Jahr 2011. Knapp 46 % der Bevölkerung sind Hindus, ca. 29 % sind Muslime, ca. 5 % sind Christen und ca. 20 % gehören einer anderen oder keiner Religion an. 13,7 % der Bevölkerung sind Kinder unter 6 Jahren. 24,8 % der Bevölkerung sind Scheduled Tribes.

## Wirtschaft
Lohardaga ist bekannt als das Land der Bauxitminen. Mehrere Unternehmen, insbesondere Hindalco, betreiben Bauxitminen in der Nähe von Lohardaga. Bauxit, das aus den Minen in der Umgebung von Lohardaga gewonnen wird, wird an Aluminiumoxid-Raffinerien in verschiedenen Bundesstaaten Indiens geliefert.